# Omar Campos
Omar Antonio Campos Chagoya, noto semplicemente come Omar Campos (Città del Messico, 20 luglio 2002), è un calciatore messicano, difensore del Cruz Azul.

## Caratteristiche tecniche
È un terzino sinistro.

## Carriera

### Club
Cresciuto nel settore giovanile del Santos Laguna, debutta in prima squadra il 18 gennaio 2021 in occasione dell'incontro di Liga MX vinto 20 contro il Tigres UANL.
Il 30 gennaio 2024 viene ingaggiato dal club statunitense Los Angeles FC, firmando un contratto pluriennale.

### Nazionale
Nel 2021 ha giocato 2 partite con la nazionale messicana Under-20.
Nel 2023 ha giocato una partita con la nazionale maggiore messicana.

## Statistiche

### Presenze e reti nei club
Statistiche aggiornate al 30 gennaio 2024.
| Stagione             | Squadra              | Campionato           | Campionato | Campionato | Coppe nazionali | Coppe nazionali | Coppe nazionali | Coppe continentali | Coppe continentali | Coppe continentali | Altre coppe | Altre coppe | Altre coppe | Totale | Totale |
| Stagione             | Squadra              | Comp                 | Pres       | Reti       | Comp            | Pres            | Reti            | Comp               | Pres               | Reti               | Comp        | Pres        | Reti        | Pres   | Reti   |
| -------------------- | -------------------- | -------------------- | ---------- | ---------- | --------------- | --------------- | --------------- | ------------------ | ------------------ | ------------------ | ----------- | ----------- | ----------- | ------ | ------ |
| 2020-2021            | Santos Laguna        | LMX                  | 20         | 1          | -               | -               | -               |                    | -                  | -                  |             | -           | -           | 20     | 1      |
| 2021-2022            | Santos Laguna        | LMX                  | 29         | 1          | -               | -               | -               |                    | -                  | -                  | LC          | 1           | 0           | 30     | 1      |
| 2022-2023            | Santos Laguna        | LMX                  | 39         | 1          | -               | -               | -               | CCL                | 2                  | 0                  |             | -           | -           | 41     | 1      |
| 2023-2024            | Santos Laguna        | LMX                  | 21         | 0          | -               | -               | -               |                    | -                  | -                  | LC          | 2           | 0           | 23     | 0      |
| Totale Santos Laguna | Totale Santos Laguna | Totale Santos Laguna | 109        | 3          |                 | 0               | 0               |                    | 2                  | 0                  |             | 3           | 0           | 114    | 3      |
| 2024                 | Los Angeles FC       | MLS                  | -          | -          | USOC            | -               | -               |                    | -                  | -                  | LC          | -           | -           | -      | -      |
| Totale carriera      | Totale carriera      | Totale carriera      | 109        | 3          |                 | 0               | 0               |                    | 2                  | 0                  |             | 3           | 0           | 114    | 3      |

## Palmarès

### Club

#### Competizioni nazionali
- Lamar Hunt U.S. Open Cup: 1

Los Angeles FC: 2024

#### Competizioni internazionali
- CONCACAF Champions' Cup: 1

Cruz Azul: 2025